# Trachylepis albilabris
Trachylepis albilabris — вид сцинкоподібних ящірок родини сцинкових (Scincidae). Мешкає в Африці на південь від Сахари.

## Поширення і екологія
Trachylepis albilabris мешкають в Камеруні, Республіці Конго, Габоні і західній Уганді. Вони живуть у вологих тропічних лісах та на плантаціях.